# Список українських футбольних трансферів (зима 2012—2013)
Українські трансфери у зимове трансферне вікно 2012–2013 років. До списку додані усі футболісти, які прийшли, або покинули клуб Прем'єр-ліги, в тому числі на правах оренди.
Оскільки за регламентом гравці без клубу можуть долучатися до клубів у будь-який час, у тому числі і між трансферними вікнами, в список потрапили лише ті вільні агенти, які підписали контракт із клубом під час зимового трансферного вікна.
Час трансферного вікна на сезон 2012/2013 визначила Федерація футболу України, встановивши рамки з 1 по 31 січня 2013 року.

## Прем'єр-Ліга
| Клуб          | Прийшли | Пішли |
| ------------- | --- | --- |
| «Арсенал» К   | з. Майкл Одібе («Дніпро», по), з. Милан Обрадович, з. Олександр Романчук, з. В'ячеслав Шарпар (усі —«Металіст», о), п. Ярослав Мартинюк, п. Андрій Ткачук (обидва — «Карпати», о), в. Віталій Рева («Кривбас»), п. Андрій Богданов («Динамо», о), з. Кирило Сидоренко («Оболонь»), п. Сергій Старенький («Олександрія»), п. Володимир Аржанов («Волинь», по) | в. Юрій Паньків, п. Володимир Польовий (обидва — «Металург» Д), п. Євген Шахов, з. Ерік Матуку, п. Олександр Кобахідзе (усі — «Дніпро», по), з. Янко Симович («Динамо», по), п. Артем Старгородський, н. Максим Шацьких (обидва — «Чорноморець»), п. Саулюс Міколюнас, н. Олександр Ковпак, Сергій Симоненко (усі — «Севастополь»), Георге Флореску («Астра», Румунія), в. Євген Боровик, з. Андрій Гітченко, п. Олександр Максимов (усі — «Кривбас»), п. Леандро («Кубань», Росія, о) |
| «Волинь»      | | з. Вадим Панас (вільний агент), п. Володимир Аржанов («Арсенал» К, по) |
| «Ворскла»     | п. Валерій Куценко («Берестя», Білорусь), п. Сергій Сілюк («Зоря»), п. Павло Ребенок («Металіст», о), з.Панайотіс Лагос (АЕК, Греція) | п. Олег Краснопьоров («Металіст»), п. Дмитро Єременко («Металіст», по), з. Євген Селін, п. Роман Безус (обидва — «Динамо»), н. Іван Лієтава («Спартак», Словаччина), п. Вадим Мілько («Білшина», Білорусь), п. Артур Западня («Металург» З), п. Євген Пічкур (вільний агент) |
| «Говерла»     | з. Кирило Петров («Динамо», о), н. Руслан Івашко («Полтава», по), н. Володимир Лисенко («Металіст», о) | в. Антон Яшков, н. Олег Міщенко (обидва — «Металург» Д, по), п. Александар Тришович, н. Светослав Тодоров, н. Олександр Косирін, з. Егіше Мелікян (усі —вільні агенти) |
| «Динамо»      | п. Олександр Алієв («Дніпро», по), п. Сергій Сидорчук, з. Андрій Цуріков (обидва — «Металург» З), з. Євген Селін, п. Роман Безус (обидва — «Ворскла»), з. Сергій Люлька («Слован», Чехія, по), з. Янко Симович («Арсенал» К, по), з. Домагой Віда («Динамо», Хорватія)), н. Лукас («Карпати», о)                                                             | н. Раффаель («Шальке 04», Німеччина), з. Леандро Алмейда («Корітіба», Бразилія), н. Аїла Юссуф («Ордуспор», Нігерія), п. Милош Нинкович , з. Бетао (обидва — «Евіан», Франція, о), з. Бадр Ель-Каддурі (вільний агент), п. Огнєн Вукоєвич («Спартак», Росія, о), п. Андрій Богданов («Арсенал» К, о) |
| «Дніпро»      | , п. Євген Шахов, з. Ерік Матуку, п. Олександр Кобахідзе (усі — «Арсенал» К, по), з. Дуглас («Васко да Гама», Бразилія) | з. Майкл Одібе («Арсенал» К, по), п. Олександр Алієв («Динамо», по), з. Віталій Денисов («Локомотив», Росія), з. Самуель Інкум («Бастія», Франція, о) |
| «Зоря»        | з. Максим Малишев («Шахтар-3»), в. Кршеван Сантіні («Інтер», Хорватія), н. Яннік Болі («Чорноморець», Болгарія) | п. Сергій Сілюк («Ворскла»), з. Ігор Коротецький («Металург» З), н. Майкон («Шахтар» Д) |
| «Іллічівець»  | з. Георгій Джгереная («Гагра», Грузія, о), п. Олексій Полянський («Шахтар» Д, о) | п. Денис Кожанов («Севастополь», по), н. Пилип Будківський, п. Дмитро Гречишкін (обидва — «Шахтар» Д) |
| «Карпати»     | з. Ілля Михальов («Олександрія», по), з. Сергій Гаращенков (Амкар, Росія), н. Яго Бечейро («Депорітво», Іспанія), п. Володимир Бідловський («Кримтеплиця», по), Марселінью (Греміу Баруері, Бразилія), п. Симон Вукчевич («Блекберн Роверз», Англія) | з. Якуб Тосік (Вільний агент), з. Олександр Кас'ян («Спартак» Н, Росія), з. Ілля Михальов («Хімки», Росія), з. Олександр Гурулі («Динамо» Б, Грузія), п. Ярослав Мартинюк, п. Андрій Ткачук (обидва — «Арсенал» К, о), н. Лукас («Динамо», о) |
| «Кривбас»     | в. Євген Боровик, з. Андрій Гітченко, п. Олександр Максимов (усі — «Арсенал» К) | з. Кирило Петров («Динамо-2», по), в. Віталій Рева «Арсенал» К |
| «Металіст»    | п. Олег Краснопьоров («Ворскла»), п. Дмитро Єременко («Ворскла», по), з. Олександр Романчук, («Таврія», по), н. Жажа («Інтернасьйонал», Бразилія), в. Богдан Шуст («Іллічівець»), н. Марко Девич («Шахтар» Д), н. Марсіу Асеведо («Ботафогу», Бразилія) | п. Тайсон («Шахтар» Д), п. Павло Ребенок («Ворскла», о), п. Андрій Оберемко («Металург» З, о), н. Володимир Лисенко («Говерла», о), н. Андрій Воробей («Геліос»), з. Милан Обрадович, з. Олександр Романчук, з. В'ячеслав Шарпар (усі —«Арсенал» К, о) |
| «Металург» Д  | в. Антон Яшков, н. Олег Міщенко (обидва — «Говерла», по), п. Лоренцо Ебесіліо («Аякс», Нідерланди), н. Максим Дегтярьов (обидва — «Сталь» А) | п. Артак Єдігарян («Пюнік», Вірменія), н. Гаетано Монакелло («Олімпіакос» Н, Кіпр) |
| «Металург» З  | н. Бесарт Ібраїмі («Севастополь»), п. Віталій Гавриш, з. Андрій Сахневич (обидва — «Олександрія»), з. Артур Западня («Ворскла»), п. Володимир Коробка («Таврія»), п. Андрій Оберемко («Металіст», о), з. Ігор Коротецький («Зоря»), з. Милан Ілич («Челік», Чорногорія), н. Андрій Гайдаш (вільний агент)                                                    | н. Милан Пурович, п. Іванс Лук'яновс, п. Володимир Жук, з. Анте Розіч (усі — вільні агенти), п. Сергій Сидорчук, з. Андрій Цуріков (обидва — «Динамо»), н. Віталій Каверін, н. Андрій Воронков (обидва — «Динамо», по), з. Едуард Соболь («Шахтар» Д), з. Адольф Тейку («Краснодар», Росія), н. Артур Каськов («Геліос») |
| «Таврія»      | п. Луїс Адвінкула (Спортінг Крістал, Перу, по) | п. Луїс Адвінкула (Гоффенгайм 1899, Німеччина), з. Олександр Романчук, («Металіст», по) |
| «Чорноморець» | п. Артем Старгородський, н. Максим Шацьких (обидва — «Арсенал» К) | п. Артур Морейра («Марітіму», Португалія), п. Денис Васін, з. Марті Креспі (обидва — вільні агенти), п. Тьяго Терросо («Ольяненсі», Португалія) |
| «Шахтар» Д    | п. Тайсон («Металіст»), н. Майкон («Зоря»), з. Ісмаїлі («Брага»), з. Едуард Соболь («Металург» З), н. Пилип Будківський, п. Дмитро Гречишкін (обидва — «Іллічівець») | н. Дентінью («Бешикташ», Туреччина), п. Олексій Полянський («Іллічівець», о), п. Вілліан («Анжі», Росія), н. Марко Девич («Металіст») |